# 다케이 히로유키
타케이 히로유키(일본어: 武井宏之, 1972년 5월 15일 ~ )는 일본의 남성 만화가, 일러스트레이터이다. 아오모리현에서 태어났다. 대표 작품으로는 샤먼킹이 있다.

## 작품 활동
데뷔 전에는 사쿠라 다마키치, 기리야마 고우지, 와츠키 노부히로(《바람의 검심》)의 어시스턴트로 활동하였다. 당시 어시스턴트로 활동하던 오다 에이치로(《원피스》)나 스즈키 신야(《미스터 풀스윙》) 등과도 친분이 있다.
1994년〈이타코의 안나(ITAKOのANNA)〉로 제48화 데즈카상을 수상, 1997년에 주간 소년 점프 12호부터 30호까지 첫 작품인 《불존(仏ゾーン)》을 연재했다. 단행본은 전3권으로 완결되었다.
1998년 주간 소년 점프 31호부터 《샤먼킹(シャーマンキング)》을 연재하기 시작, 동명의 애니메이션까지 나왔던 이 작품은 2004년 40호에서 연재 중단이 되어 단행본은 전32권으로 완결되었다.
2007년에 주간 소년 점프 3호부터 14호까지 《중기인간 윤볼(重機人間ユンボル)》을 연재하였다.
2007년 12월에 개최된 점프 페스타 2008에서 《샤먼킹》의 완전판 발매 소식과 연재 중단 후의 스토리가 신작으로 나온다는 것이 발표되어, 2009년 4월부터 완전판이 매월 발매되기 시작해 전27권으로 모두 완결되었다.
2008년 3월 슈에이사가 미국의 스탠 리와의 합작 프로젝트인 《기교동자 ULTIMO(機巧童子ULTIMO)》의 소식을 발표, 점프스퀘어 세컨드에 첫 단편인 〈기교동자 ULTIMO:0 (機巧童子ULTIMO:0)〉가 공개되었다. 그 후 2009년 점프 스퀘어 3월호부터 연재 중이다.
울트라 점프 2009년 11월호 와 2010년 3월호에 《중기인간 윤볼》의 300년 후를 그린 《윤볼-JUMBOR-(ユンボル -JUMBOR-)》을 단편으로 발표, 2010년 8월호부터 정식으로 연재가 시작되었다. 또한 같은 시기에《중기인간 윤볼》은《JUMBOR ANGZENGBANG(ユンボル　安全版)》라는 제목과 함께 상/하 전2권의 완전판 형태로 발매되었다.

## 작품 목록

### 연재작
- 《불존(仏ゾーン)》 (주간 소년 점프,전3권, 1997년)
- 《샤먼킹(シャーマンキング)》 (주간 소년 점프, 전32권 - 2009년 완전판 전27권으로 새로운 결말이 추가됨)
- 《중기인간 윤볼(重機人間ユンボル)》 (주간 소년 점프, 전1권 - 2010년 완전판 상/하 전2권으로 발매됨)
- 《기교동자 ULTIMO(機巧童子ULTIMO)》 (원작: 스탠 리, 점프스퀘어 연재 중, 2009년~)
- 《윤볼-JUMBOR-(ユンボル -JUMBOR-)》 (울트라 점프 연재 중, 2010년~)

### 단편
- 〈이타코의 안나(ITAKOのANNA)〉
- 〈데스제로(デスゼロ)〉
- 〈이그조티카(エキゾチカ)〉(주간 소년 점프, 2003년)
- 〈기교동자 ULTIMO:0 (機巧童子ULTIMO:0)〉 (원작: 스탠 리, 점프스퀘어 세컨드, 2008년)

## 같이 보기
- 오다 에이치로